# Фьючерс
Фью́черс (от англ. futures contract или англ. futures, фьючерсный контракт или фьючерсный договор) — производный финансовый инструмент (договор) на бирже купли-продажи базового актива (товара, ценной бумаги и т. д.), при заключении которого стороны (продавец и покупатель) договариваются только о цене и сроке поставки. Остальные параметры актива (количество, качество, упаковка, маркировка и т. п.) оговорены заранее в спецификации биржевого контракта и являются стандартными для данной торговой площадки. Стороны несут обязательства перед биржей вплоть до исполнения фьючерса.
Фьючерс можно рассматривать как стандартизированную разновидность форварда (отсроченного договора), который обращается на организованном рынке с взаимными расчётами, централизованными внутри биржи.
Главное различие форвардного и фьючерсного контрактов состоит в том, что форвардный контракт представляет собой разовую внебиржевую сделку между продавцом и покупателем, а фьючерсный контракт — повторяющееся предложение, которым торгуют на бирже.

## История
В Северной Америке фьючерсные рынки официально работают с середины XIX века. Вплоть до середины XX века торговля велась в основном фьючерсами на сельскохозяйственные товары и драгметаллы. В 1970-е появились контракты на финансовые инструменты, фондовые индексы и ипотечные ценные бумаги. С 1978 года началась торговля фьючерсными контрактами на топочный мазут, а с начала 1980-х — на нефть и другие нефтепродукты. В последнее время приобретают всё большую популярность фьючерсы на криптовалюту.
В современной истории России торговать фьючерсами на биржах начали ранее, чем акциями, такова была особенность становления капитализма в годы экономических реформ в России, первые фьючерсы были в духе того времени: на сахар, на водку и другие товары.

## Виды фьючерсов
Поставочный фьючерс предполагает, что на дату исполнения контракта покупатель должен приобрести, а продавец — продать установленное в спецификации количество базового актива. Поставка осуществляется по расчётной цене, зафиксированной на последнюю дату торгов. В случае отсутствия товара у продавца на момент истечения данного контракта биржа накладывает на него штраф.
Расчётный (беспоставочный) фьючерс предполагает, что между участниками производятся только денежные расчёты в сумме разницы между ценой контракта и фактической ценой актива на дату исполнения контракта без физической поставки базового актива. Обычно применяется для целей хеджирования рисков изменения цены базового актива или в спекулятивных целях.

## Спецификация фьючерса
Спецификацией фьючерса называется документ, утверждённый биржей, в котором закреплены основные условия фьючерсного контракта.
В спецификации фьючерса указываются следующие параметры:
- наименование контракта
- условное наименование (сокращение)
- тип контракта (расчётный/поставочный)
- размер контракта — количество базового актива, приходящееся на один контракт
- сроки обращения контракта
- дата поставки
- минимальное изменение цены
- стоимость минимального шага

## Вариационная маржа
Вариационная маржа — ежедневно начисляемая маржа, рассчитываемая как прибыль или убыток от открытых или закрытых контрактов. В случае, если в торговой сессии произошло только открытие контракта, вариационная маржа равна разнице между расчётной ценой этого торгового дня и ценой сделки (с учётом знака операции); если в торговой сессии произошло только закрытие ранее открытого контракта, вариационная маржа равна разнице расчётной цены предыдущего торгового дня и цены сделки закрытия контракта (с учётом знака операции); если в торговой сессии произошло открытие и закрытие контракта, вариационная маржа равна разнице цен этих сделок (по сути, это окончательный финансовый результат операции); если в торговой сессии не было сделок с контрактом, вариационная маржа по ранее открытым и не закрытым ещё позициям равна разнице расчётных цен за текущий торговый день и предыдущий. В итоге финансовый результат любой сделки с контрактами точно равен сумме значений вариационной маржи, начисленной по этому контракту за все торговые дни, в которых происходили сделки с контрактом (покупка и продажа).

## Депозитная маржа (гарантийное обеспечение)
Депозитная (начальная) маржа или гарантийное обеспечение — это возвращаемый страховой взнос, взимаемый биржей при открытии позиции по фьючерсному контракту. Как правило, составляет 2—10 % от текущей рыночной стоимости базового актива.
Депозитная маржа взимается как с продавца, так и с покупателя.
После того как продавец и покупатель заключили на бирже фьючерсный контракт, какая-либо связь между ними теряется, и стороной сделки для каждого из них начинает выступать расчётная палата биржи. Таким образом, начальная маржа призвана защитить расчётную палату и её членов от риска, связанного с неисполнением одним из клиентов своих обязательств по контракту, то есть обеспечить финансовую состоятельность расчётной палаты биржи в условиях изменяющейся рыночной конъюнктуры.
На ведущих биржах мира для расчёта гарантийного обеспечения используется методика SPAN (англ. Standard Portfolio Analysis of Risk), которая позволяет рассчитывать совокупное значение гарантийного обеспечения по портфелю фьючерсов и опционов на основании анализа общего риска такого портфеля. SPAN анализирует гарантийные обязательства при различных условиях рынка. Многие портфели содержат позиции, которые компенсируют друг друга. В таких случаях минимальные требования SPAN могут быть ниже, чем в других системах расчёта гарантийного обеспечения.
В настоящее время начальная маржа взимается не только биржей с участников торгов, но также существует практика взимания дополнительного гарантийного обеспечения брокера со своих клиентов (то есть брокер блокирует часть средств клиента в обеспечение его позиций на срочном рынке).
Биржа оставляет за собой право увеличивать ставки гарантийного обеспечения. Увеличение маржинальных требований может приводить к тому, что у части участников рынка окажется недостаточно средств для обеспечения маржи, и они будут вынуждены закрывать свои позиции.

## Исполнение фьючерсного контракта
Исполнение фьючерсного контракта осуществляется по окончании срока действия контракта либо путём выполнения процедуры поставки, либо путём уплаты разницы в ценах (вариационной маржи).
Исполнение фьючерсного контракта выполняется по расчётной цене, зафиксированной в день исполнения данного контракта. Поставка базового актива часто проводится через ту же биржу (а иногда — и через ту же секцию), на которой торгуется данный фьючерсный контракт.
Ранее российские суды рассматривали расчётный фьючерс как разновидность «игровых сделок» и отказывали требованиям, возникающим из их неисполнения, в правовой защите. Однако с 2007 года, путём внесения дополнений в статью 1062 ГК РФ, было признано, что все требования, вытекающие из сделок, предусматривающих обязанность её стороны (сторон) уплачивать денежные суммы в зависимости от изменения цен на товары, ценные бумаги, курса соответствующей валюты, величины процентных ставок, уровня инфляции и др., подлежат судебной защите. При этом необходимо соблюдение определённых условий к участникам сделки и её заключению (см. пункт 2 ст. 1062 ГК РФ).

## Фьючерсная цена
Фьючерсная цена — это текущая рыночная цена фьючерсного контракта, с заданным сроком окончания действия. Расчётная (справедливая) стоимость фьючерсного контракта может быть определена как такая его цена, при которой инвестору одинаково выгодна как покупка самого актива на спотовом рынке (для немедленной поставки) и последующее его хранение до момента использования (потребления, продажи, получения дохода по нему), так и покупка фьючерсного контракта на этот актив с соответствующим сроком поставки.
Расчёт безарбитражной фьючерсной цены:
{\displaystyle F(t,T)=S(t)\times (1+r)^{(T-t)}}
или в случае сложных процентов:
{\displaystyle F(t,T)=S(t)e^{r(T-t)}},
где:
{\displaystyle F(t,T)} — фьючерсная цена;
{\displaystyle S(t)} — текущая спот-цена базового актива;
{\displaystyle r} — ставка дисконтирования (без учёта ставок за хранение, дивидендной и т. д.);
{\displaystyle T} — дата экспирации;
{\displaystyle t} — текущая дата.
Разница между текущей ценой базового актива и соответствующей фьючерсной ценой называется базисом фьючерсного контракта. Фьючерсный контракт может быть в двух состояниях относительно спотовой цены базового актива. Когда цена фьючерса выше цены базового актива, такое состояние называется контанго. В этом случае базис — положительный, участники рынка не ожидают падения цен базового актива. Обычно фьючерсные контракты большую часть своего времени торгуются в состоянии контанго.
Когда фьючерс торгуется ниже цены базового актива, такое состояние называют бэквордацией. В этом состоянии базис — отрицательный, участники рынка ожидают падения цен базового актива.

## Фьючерсные биржи
В России в настоящий момент (начало 2014 г.) фьючерсные контракты заключаются на следующих биржах:
- Московская биржа
- Фондовая биржа Санкт-Петербурга

Ведущими мировыми фьючерсными биржами являются:
- Чикагская товарная биржа (Chicago Mercantile Exchange — CME)
- Нью-Йоркская товарная биржа (New York Mercantile Exchange — NYMEX, входит в CME Group)
- Чикагская торговая палата (Chicago Board Of Trade — CBOT, входит в CME Group)
- Intercontinental Exchange (ICE)
- Лондонская международная биржа финансовых фьючерсов и опционов (London International Financial Futures and Options Exchange — LIFFE, входит в NYSE Euronext)
- Лондонская биржа металлов (LME)
- Eurex
- Французская международная биржа финансовых фьючерсов (MATIF)
- Сингапурская биржа (SGX)
- Австралийская фондовая биржа (ASX)